# High Stakes Poker
High Stakes Poker var ett tv-sänt pokerprogram i cash game-format. Programmet sändes de första fyra säsongerna över det amerikanska kabel-tv-nätverket Game Show Network (GSN). För de tre sista säsongerna simultansändes det även via DirecTV:s 3D-kanal: N3D. Pokerspelet som spelas är Texas hold'em.

## Historik
Den första säsongen av High Stakes Poker började sändas i 16 januari, 2006, och bestod av 13 avsnitt. Säsong 2, med sammanlagt 16 avsnitt, hade premiär den 5 juni, 2006. Den tredje säsongen började sändas den 15 januari, 2007, den fjärde 27 augusti 2007 och den femte den 1 mars, 2009. Säsong 6 började sändas 14 februari 2010 och den sjunde och sista säsongen 26 februari 2011 och avslutades 21 maj 2011.

## Format
Då High Stakes Poker är ett cash game, motsvarar varje satsning — antingen med marker eller buntar med sedlar — en satsning av riktiga pengar. Detta medför att när som helst under spelets gång, såvida det inte är en hand igång, kan en spelare välja att köpa in sig för ytterligare mer pengar (re-buy). En cash game-spelare riskerar alltså aldrig att bli utslagen och kan även välja att lämna när spelaren så önskar. Dessutom är mörkarna konstanta under spelets gång, vilket är en standard i cash games, således en stor skillnad från turneringar. Det händer dock att spelarna kommer överens om varianter på spelet, såsom att lägga in en extra mörk (så kallad live straddle), på $1 200 eller att dela turn och river två gånger vid en all-in-situation, där en spelare måste vinna båda gångerna, annars delar man på potten.
Ante: $200

Mörk: $400/$800

Minimuminköp: $200 000

Minimum-rebuy: $200 000
Från och med avsnitt 11 under säsong 4 höjdes dock minimuminköpet till $500 000. Under säsong 5 har minimuminköpet höjts till $200 000, anten till $200 och mörkarna till $500/$1 000.

Under säsong 1 köpte Daniel Negreanu in sig för $1 000 000. Samma sak gjorde Brad Booth till säsong 3.
Programledare och kommentator för programmet var skådespelaren Kara Scott , tillsammans med expertkommentatorn, pokerproffset och skådespelaren Gabe Kaplan. High Stakes Poker grundades av Henry Orenstein som jobbade som exekutiv producent för programmet.

### Markervärden
Markernas design har varierat från varje säsong. Detta för att säsongerna har ägt rum på olika kasinon.

Vid varje säsong har även marker värda $5 funnits att tillgå, för att kunna ge dricks till dealern.
| Säsong 1, Golden Nugget Hotel & Casino | Säsong 1, Golden Nugget Hotel & Casino | Säsong 2, Palms Resorts & Casino                      | Säsong 2, Palms Resorts & Casino | Säsong 3, South Point Hotel & Casino             | Säsong 3, South Point Hotel & Casino |
| Färger                                 | Värde                                  | Färger                                                | Värde                            | Färger                                           | Värde                                |
| -------------------------------------- | -------------------------------------- | ----------------------------------------------------- | -------------------------------- | ------------------------------------------------ | ------------------------------------ |
| Röda och vita ränder                   | $5                                     | Brandgula, med gula mönsterränder och mörkblåa ränder | $5                               | Röda och brandgula ränder                        | $5                                   |
| Svarta med vita tredelade ränder       | $100                                   | Gråa, med svarta mönsterränder och ljusgröna streck   | $100                             | Svarta och rosa ränder                           | $100                                 |
| Rosa, lila och vita ränder             | $500                                   | Rosa, med vita mönsterränder och lila ränder          | $500                             | Rosa och vita ränder                             | $500                                 |
| Militärgröna, mörkröda och vita ränder | $1 000                                 | Mörkgula med övertoning till gulgröna ränder          | $1 000                           | Gula och ljusblåa ränder                         | $1 000                               |
| Vita, gula och blåa ränder             | $5 000                                 | Bruna, med brandgula ränder och gula streck           | $5 000                           | Bruna och gråa ränder                            | $5 000                               |
| Ljusblåa, rosa och blåa ränder         | $25 000                                | Bruna, med brandgula ränder och gula streck           | $5 000                           | Rosa och svarta ränder med vita tvådelade ränder | $25 000                              |

## Spelare (urval)
| - Brandon Adams (Säsong 4) - Daniel Alaei (Säsong 1–3) - Patrik Antonius (Säsong 3-5) - David Benyamine (Säsong 3-5) - Mike Baxter (Säsong 4) - Brad Booth (Säsong 2–3) - Brian Brandon (Säsong 4) - Doyle Brunson (Säsong 1–5) - Todd Brunson (Säsong 1–4) - Jerry Buss (Säsong 1) - Nick Cassavetes (Säsong 5) - Fred Chamanara (Säsong 1–2) - Johnny Chan (Säsong 1) - William Chen (Säsong 3) - John D'Agostino (Säsong 3) - Freddy Deeb (Säsong 1) - Tom Dwan (Säsong 5) - Peter Eastgate (Säsong 5) - Eli Elezra (Säsong 1–5) - Antonio Esfandiari (Säsong 1–5) | - Sam Farha (Säsong 1–4) - Phil Galfond (Säsong 4) - Chris Ferguson (Säsong 3) - Amnon Filippi (Säsong 2) - Ted Forrest (Säsong 1–2) - Jamie Gold (Säsong 3-4) - Barry Greenstein (Säsong 1–5) - David Grey (Säsong 2) - Joe Hachem (Säsong 5) - Gus Hansen (Säsong 2) - Jennifer Harman (Säsong 1-4) - Dan Harmetz (Säsong 3) - Phil Hellmuth Jr. (Säsong 1 & 4) - Phil Ivey (Säsong 3) - John Juanda (Säsong 2) - Gabe Kaplan (Säsong 3) - Phil Laak (Säsong 2–5) - Guy Laliberte (Säsong 4) - Howard Lederer (Säsong 5) - Erick Lindgren (Säsong 2–3) - Minh Ly (Säsong 2) | - Mike Matusow (Säsong 2–4) - Dario Minieri (Säsong 5-6) - Michael Mizrachi (Säsong 2) - Amir Nasseri (Säsong 1) - Daniel Negreanu (Säsong 1–5) - Victor Ramdin (Säsong 3) - Bob Safai (Säsong 4) - Ilari Sahamies (Säsong 5) - Antonio Salorio (Säsong 4) - Daniel Shak (Säsong 3) - Shahram Sheikhan (Säsong 1–3) - Sam Simon (Säsong 5) - Bob Stupak (Säsong 1) - Brian Townsend (Säsong 3) - Mimi Tran (Säsong 1) - Ilya Trincher (Säsong 3) - Haralabos Voulgaris (Säsong 4) - Paul Wasicka (Säsong 3) - David Williams (Säsong 3) - Corey Zeidman (Säsong 2) |

### Andra, icke spelande, deltagare
- Säsong 1: Marco Traniello (Jennifer Harmans man)
- Säsong 2: Jennifer Tilly (Phil Laaks flickvän), Kathy Liebert, Gavin Smith, Hoyt Corkins, Carmel Petresco, Gloria Matusow (Mike Matusows mor) och Traniello
- Säsong 3: Carmel Petresco, Kaseem "Freddy" Deeb

## Trivia
- Den största potten under de fem säsongerna var på $919 600 och spelades mellan Tom Dwan och Barry Greenstein i säsong 5. Handhistoriken är som följer:

| Spelare          | Hålkort | Mörk       | Preflop                     | Flop                                                | Turn | River |
| ---------------- | ------- | ---------- | --------------------------- | --------------------------------------------------- | ---- | ----- |
| Eli Elezra       | 10♣ 5♥  |            | Lägger sig (1)              |                                                     |      |       |
| Ilari Sahamies   | J♣ 4♥   |            | Lägger sig (2)              |                                                     |      |       |
| Daniel Negreanu  | 8♦ 2♦   |            | Lägger sig (3)              |                                                     |      |       |
| Peter Eastgate   | A♠ K♥   |            | Höjer: $3 500 (4) Synar (8) | Lägger sig (10)                                     |      |       |
| Barry Greenstein | A♣ A♦   |            | Höjer: $15 000 (5)          | Höjer: $100 000 (11) Höjer: $436 100 (13)           |      |       |
| Tom Dwan         | K♠ Q♠   | LM: $500   | Synar (6)                   | Satsar: $28 700 (9) Höjer: $244 600 (12) Synar (14) |      |       |
| David Benyamine  | 6♥ 3♠   | SM: $1 000 | Lägger sig (7)              |                                                     |      |       |
|                  |         |            |                             | 4♠ 2♠ Q♥                                            | Q♣   | 7♦    |

- Vad beträffar första säsongen så har Daniel Negreanu skrivit på sitt forum att alla spelare fick $1 250 i timlön för att delta och att programmet ursprungligen bestod av 24 timmar material, men redigerades ner till 13.[3]